# Eric Mun
Eric Mun (hangul: 에릭; Seúl, 16 de febrero de 1979) es un cantante, rapero y actor surcoreano. Es líder, rapero y miembro del grupo Shinhwa.

## Biografía
Habla con fluidez inglés.
En octubre del 2008 realizó su servicio militar obligatorio, el cual finalizó el 30 de octubre de 2010. Antes de iniciar su servicio Eric, en el 2003 tuvo que renunciar a su ciudadanía estadounidense.
Eric comenzó a salir con la actriz y modelo Na Hye-mi, la pareja se casó el 1 de julio de 2017 en una ceremonia privada.

## Carrera
En 2007 se unió a la compañía "Top Class Entertainment" donde formó parte hasta diciembre del 2013. En 2014 junto a su manager Lee Jong-hyun, crearon la compañía "E&J Entertainment", la cual maneja sus actividades individuales.
En 1998 debutó como miembro y líder del grupo musical Shinhwa junto a Lee Min-woo, Kim Dong-wan, Shin Hye-Sung, Jun Jin y Andy Lee. 
En 2004 se unió al elenco de la serie Phoenix donde interpretó a Seo Jung-min, miembro de la corporación "Seo-Rin Group".
En marzo del 2005 se unió al elenco principal de la serie Super Rookie donde dio vida a Kang Ho, hasta el final de la serie en mayo del mismo año.
En el 2006 se unió al elenco principal de la serie Invincible Parachute Agent donde interpretó a Choi Kang. 
En 2007 se unió al elenco principal de la serie Que Sera Sera donde dio vida a Kang Tae-joo, un miembro del equipo de planificación de la tienda departamental "Palace".
El 17 de junio de 2008 se unió al elenco principal de la serie Strongest Chil-Woo donde interpretó a Chil-woo, un sargento en el Uigeumbu en Seúl, hasta el final de la serie el 19 de agosto del mismo año.
Desde el 2011 es CEO junto a su compañero Lee Min-woo como Co-Ceo de la compañía coreana "Shinhwa Company", la cual maneja las actividades del grupo "Shinhwa".
Ese mismo año se unió a la serie Spy Myung-Wol donde interpretó a Kang Woo, una estrella hallyu que es secuestrada.
En agosto del 2013 apareció por primera vez en el programa de televisión surcoreano Running Man (también conocido como "Leonning maen") donde formó equipo con sus compañeros de Shinhwa durante los episodios n.º 160-161. El 1 de marzo de 2015 el grupo apareció nuevamente en el programa durante el episodio n.º 236 donde nuevamente formó parte del equipo "Shinhwa Team". 
El 18 de agosto del mismo año se unió al elenco principal de la serie Discovery of Love donde dio vida a Kang Tae-ha, el inteligente y confiado CEO de una compañía de diseño de interiores, hasta el final de la serie el 7 de octubre de 2014.
El 2 de mayo de 2016 se unió al elenco principal de la serie Another Miss Oh (también conocida como "Another Oh Hae-young") donde interpretó al director de sonido, Park Do-kyung, hasta el final de la serie el 28 de junio del mismo año.
En marzo del 2020 se unió al elenco principal de la serie Eccentric! Chef Moon (también conocida como "Yoo Byul Na! Chef Moon" o "Vacation in My Own Way") donde dio vida al chef Moon Seung-mo.
En junio del mismo año se anunció que se había unido al elenco principal de la serie The Spies Who Loved Me (también conocida como "The Spy Who Loved Me") donde interpretará a Jun Ji-hoon, el primer esposo de Kang Ah-reum (Yoo In-na), un agente secreto encantador e impredecible que trabaja para la Interpol.

## Filmografía

### Series de televisión
| Año             | Título                     | Personaje     | Notas                       |
| --------------- | -------------------------- | ------------- | --------------------------- |
| 2020 - presente | The Spies Who Loved Me     | Jun Ji-hoon   |                             |
| 2020            | Eccentric! Chef Moon       | Moon Seung-mo | 16 episodios                |
| 2016            | Another Miss Oh            | Park Do-kyung | 18 episodios + 2 especiales |
| 2014            | Discovery of Love          | Kang Tae-ha   | 16 episodios                |
| 2011            | Spy Myung-Wol              | Kang Woo      | 18 episodios                |
| 2008            | Strongest Chil-Woo         | Cho Chil-woo  | 20 episodios                |
| 2007            | Que Sera Sera              | Kang Tae-joo  | 17 episodios                |
| 2006            | Invincible Parachute Agent | Choi Kang     | 16 episodios                |
| 2006            | Wolf                       | Bae Dae-chul  | 3 episodios                 |
| 2005            | Super Rookie               | Kang Ho       | 20 episodios                |
| 2004            | Banjun Drama               | -             | 10 episodios                |
| 2004            | Phoenix                    | Seo Jung-min  | 26 episodios                |
| 2003            | Breathless                 | Shin Sang-sik | -                           |

### Películas
| Año  | Título             | Personaje     | Notas                                                                                     |
| ---- | ------------------ | ------------- | ----------------------------------------------------------------------------------------- |
| 2005 | Diary of June      | Kim Dong-wook | junto a Shin Eun-kyung, Yunjin Kim, Yoon Joo-sang, Maeng Se-chang y Kim Kkot-bi           |
| 2005 | A Bittersweet Life | Tae-goo       | junto a Lee Byung-hun, Kim Yeong-cheol, Shin Min-ah, Hwang Jung-min, Kim Roi-ha y Jin Goo |
| 2002 | Emergency Act 19   | Él Mismo      | (cameo junto a Shinhwa)                                                                   |

### Apariciones en programas de variedades
| Año                    | Programa                         | Notas                                                                 |
| ---------------------- | -------------------------------- | --------------------------------------------------------------------- |
| 2019                   | The Barber of Seville            | miembro                                                               |
| 2019                   | 4 Wheeled Restaurant - America   | (ep. #1-12) - miembro                                                 |
| 2018                   | 2 Days & 1 Night                 | invitado - junto a Shinhwa                                            |
| 2018                   | Law of the Jungle in Sabah       | (ep. #330-333) - miembro - junto a Lee Min-woo y Andy                 |
| 2018                   | City Fisherman                   | junto a Lee Min-woo y Shin Hye-sung                                   |
| 2016 - presente        | Three Meals a Day                | miembro                                                               |
| 2018                   | Idol Room                        | invitado - junto a Shinhwa                                            |
| 2017                   | Weekly Idol                      | invitado - junto a Shinhwa                                            |
| 2017                   | Shinhwa 18th                     | miembro - junto a Shinhwa                                             |
| 2017                   | One Night of TV Entertainment    | invitado                                                              |
| 2015, 2017             | Yoo Hee Yeol's Sketchbook        | 2 episodios - (Ep. # 264 y 349) - invitado - junto a Shinhwa          |
| 2004, 2005, 2013, 2017 | Happy Together                   | 4 episodios - (Ep. #151, 164, 299 y 481) - invitado - junto a Shinhwa |
| 2015                   | Healing Camp                     | Ep. #172 - invitado - junto a Shinhwa                                 |
| 2015                   | Invisible Man                    |                                                                       |
| 2013, 2015             | Running Man                      | 3 episodios (Ep. #160-161, 236) - invitado - junto a Shinhwa          |
| 2012, 2013, 2015       | Hello Counselor                  | 3 episodios - (Ep. #73, 123, 214) - invitado                          |
| 2012 - 2014            | Shinhwa Broadcast                | 70 episodios - miembro - junto a Shinhwa                              |
| 2013                   | Baek Ji Yeon's People Inside     | invitado - junto a Shinhwa                                            |
| 2013                   | People Inside                    | ep. 353-354                                                           |
| 2013                   | Talk Showa TAXI                  |                                                                       |
| 2013                   | Cool Kiz on the Block            | ep. #11 - invitado - junto a Shinhwa                                  |
| 2013                   | Beatles Code                     |                                                                       |
| 2012, 2013             | Radio Star                       |                                                                       |
| 2013                   | Saturday Night Live Korea        | Ep. #44 - invitado - junto a Shinhwa                                  |
| 2013                   | Real Talk Show                   |                                                                       |
| 2013                   | Mnet Open Studio                 |                                                                       |
| 2012                   | Qualifications of Men            |                                                                       |
| 2012                   | Invincible Youth 2               | ep. #20 - invitado - junto a Shinhwa                                  |
| 2012                   | Mnet Wide                        |                                                                       |
| 2012                   | Win Win "WW"                     |                                                                       |
| 2012                   | God of Victory                   |                                                                       |
| 2012                   | MUST                             |                                                                       |
| 2012                   | Guerilla                         |                                                                       |
| 2012                   | Star Date                        |                                                                       |
| 2012                   | You & I                          | ep. #7                                                                |
| 2008                   | Intimate Note                    |                                                                       |
| 2006                   | Infinite Challenge               | 2 episodios - (Ep. # 11-12) - invitado - junto a Shinhwa              |
| 2006                   | Heroine 6                        |                                                                       |
| 2006                   | Sunday Night Kendo               |                                                                       |
| 2005                   | Let's Coke Play! Battle Shinhwa! |                                                                       |
| 2004 - 2005            | Love Letter                      | 14 episodios - concursante - junto a Shinhwa                          |
| 2004                   | New X-Man                        |                                                                       |
| 2003                   | Shinhwa Orange House             |                                                                       |
| 2003                   | Shinhwa Star Go Go!              |                                                                       |
| 2003                   | A Funny One                      |                                                                       |
| 2002                   | Amazing Challenge "Game Show"    |                                                                       |
| 2001                   | Shinhwa BabySitting              |                                                                       |
| 2001                   | X-File                           |                                                                       |

### Videos musicales
| Año  | Artista / Grupo      | Canción                     | Notas |
| ---- | -------------------- | --------------------------- | ----- |
| 2011 | Teen Top             | "Supa Luv"                  | -     |
| 2011 | Stellar ft. Eric     | "Rocket Girl"               | -     |
| 2006 | Shin Hye-sung & Lyn  | "Love..After, Winter Story" | -     |
| 2005 | Lee Hyo-ri ft. Eric  | "Animotion"                 | -     |
| 2005 | Lee Hyo-ri ft. Teddy | "Anyclub"                   | -     |
| -    | Lee Hyun Do (D.O.)   | "The New Classic"           | -     |

### Anuncios
| Año | Anuncio                       | Notas |
| --- | ----------------------------- | ----- |
| -   | Chicken Mania                 | -     |
| -   | Roygen                        | -     |
| -   | Hyundai                       | -     |
| -   | Megapass                      | -     |
| -   | GooGooCone                    | -     |
| -   | Binch Cookie                  | -     |
| -   | Rinnai                        | -     |
| -   | Anycall                       | -     |
| -   | HANBUL Cosmetics' it 's skin' | -     |
| -   | Coca-Cola                     | -     |
| -   | NII                           | -     |
| -   | Spam                          | -     |
| -   | Swiss Luxury Watches          | -     |
| -   | Vivaldi Park                  | -     |
| -   | KT Falcon Pass                | -     |
| -   | Domino's Pizza                | -     |
| -   | ULLOS                         | -     |
| -   | Bibigo                        | -     |

## Premios y nominaciones
| Año  | Categoría                               | Premio                   | Series / Película          | Resultado |
| ---- | --------------------------------------- | ------------------------ | -------------------------- | --------- |
| 2016 | Best Actor                              | tvN10 Award              | Another Miss Oh            | Nominado  |
| 2016 | Best Kiss Award (junto a Seo Hyun-jin)  | tvN10 Award              | Another Miss Oh            | Nominados |
| 2016 | Romantic-Comedy King                    | tvN10 Award              | Another Miss Oh            | Ganó      |
| 2016 | Best Couple (junto a Seo Hyun-jin)      | 5th APAN Star Award      | Another Miss Oh            | Nominados |
| 2016 | Excellence Award, Actor in a Miniseries | 5th APAN Star Award      | Another Miss Oh            | Nominado  |
| 2014 | Netizen's Award, Actor                  | 28th KBS Drama Award     | Discovery of Love          | Ganó      |
| 2014 | Excellence Award, Actor in a Miniseries | 28th KBS Drama Award     | Discovery of Love          | Ganó      |
| 2014 | Best Couple (junto a Jung Yu-mi)        | 28th KBS Drama Award     | Discovery of Love          | Ganaron   |
| 2014 | Top Excellence Award, Actor             | 28th KBS Drama Award     | Discovery of Love          | Nominado  |
| 2006 | Excellence Award, Actor in a Miniseries | 14th SBS Drama Award     | Invincible Parachute Agent | Ganó      |
| 2006 | Top 10 Stars                            | 14th SBS Drama Award     | Invincible Parachute Agent | Ganó      |
| 2006 | Best New Actor (Film)                   | 42nd Paeksang Arts Award | Diary of June              | Nominado  |
| 2005 | Best New Actor (TV)                     | 41st Paeksang Arts Award | Super Rookie               | Ganó      |
| 2005 | Most Popular Actor (TV)                 | 41st Paeksang Arts Award | Super Rookie               | Ganó      |
| 2005 | Top Excellence Award, Actor             | 24th MBC Drama Award     | Super Rookie               | Ganó      |
| 2004 | Best New Actor                          | 23rd MBC Drama Award     | Phoenix                    | Ganó      |
| 2004 | Popularity Award, Actor                 | 23rd MBC Drama Award     | Phoenix                    | Ganó      |